# Castelo
Castelo là một đô thị thuộc bang Espírito Santo, Brasil. Đô thị này có diện tích 668,971 km², dân số năm 2007 là 31429 người, mật độ 46,98 người/km².